# Fontana del Gigante (Carrara)
La fontana del Gigante è una fontana monumentale di Carrara, situata in piazza del Duomo. Fu eretta nel 1563-1564 con una statua abbozzata da Baccio Bandinelli circa trent'anni prima.

## Storia e descrizione
Nel 1530 Baccio Bandinelli, all'apice della sua carriera di scultore, ricevette la commissione di una grande statua marmorea rappresentante Andrea Doria come Nettuno, un tema amato dal politico genovese, che qualche anno dopo si fece anche ritrarre in tale veste da Agnolo Bronzino.
L'artista si recò a Carrara a scegliere il marmo e lo sbozzò, tuttavia, per tutto il decennio seguente, fu in lite con la famiglia Doria per questioni contrattuali e per inadempienza, essendo egli occupato in altre commissioni. Un nuovo contratto venne steso nel 1536, ma non si giunse mai alla consegna dell'opera.
Rimasto a Carrara, il "Gigante" ('l Zigant in dialetto locale), così chiamato perché sovraddimensionato rispetto alla caratura fino ad allora usuale (il primo "gigante" era stato il David di Michelangelo), fu poi utilizzato nel 1563 dal marchese di Carrara Alberico I Cybo-Malaspina per abbellire la "Piazza Drent" (detta anche d'l Dom). 
Oggi poggia su due delfini con "boccaloni" d'acqua di sorgente che si riversano entro una vasca di marmo. Sui lati si trovano alcune iscrizioni dedicatorie, che riportano la data 1564.
In virtù della composizione stilistica, della storia e della committenza, la statua potrebbe essere stata il modello per il colosso di Giove realizzato nel 1586 da Marcello Sparzo per la famiglia Doria a Genova.